# Quijongo
Le quijongo est un instrument musical à une corde, appartenant à la famille des instruments à cordes frappées. Il est un instrument typique des indigènes du Costa Rica et du Nicaragua. Au Salvador, il est aussi connu sous l´appellatif de carimba. Son origine proviendrait des indiens chorotegas de Nicoya ou des populations africaines amenées comme premiers esclaves à Nicoya à l´époque coloniale. Un instrument similaire, le berimbau, se trouve aussi chez les cultures afro-brésiliennes. Il est aussi très semblable à un instrument appelé "m'bulumbumba" du sud-ouest de l'Angola.
Il a une forme d'arc et mesure quelque 140 centimètres de long. Il est fabriqué en bois souple et ses bouts sont unis par une corde tendue faite en métal. À un tiers de distance d'un des bouts se place une noix de calebassier coupée à la façon d´une caisse de résonance. Le son se génère après une percussion avec un bâton sur la corde et se modifie en fermant avec les doigts de l´autre main l´orifice du calebassier, en variant d'une quatrième ou une sixième. Ce son oscillatoire est similaire a celui du vent dans le bois.
Le son peut aussi être renforcé en soutenant la base du quijongo sur une caisse.